# Прапор Абхазької АРСР

Прапор 1925 року

Прапор Радянської Соціалістичної Республіки Абхазія — державний символ Абхазької АРСР.
У серпні 1924 року герб і прапор РСР Абхазія були послані на перегляд в ЗакЦВК і в ЦВК СРСР, а в листопаді 1924 року ЦВК РСР Абхазії затвердив Державний герб і прапор Радянської Соціалістичної Республіки Абхазії (ССРА). Ці ж герб і прапор РСР Абхазії без змін знов були затверджені на Третьому Всеабхазькому з'їзді Рад 26 березня — 1 квітня 1925 року в місті Акуа (Сухумі), під час ухвалення Конституції РСР Абхазії 1925 року.
Прапор складався з червоного, або яскраво-червоного полотнища із зображенням в його верхньому кутку біля держака золотих серпа і молота і над ними червоної п'ятипроменевої зірки, обрамленою золотою облямівкою, під якою внизу чотири букви на абхазькій мові «ССРА». Відношення ширини полотнища прапора до довжини 1:2.

Прапор 1978 року

Після того, як Грузія в 1951 році прийняла новий державний прапор, він став і державним прапором Абхазії (Указ ПВР Абхазькою АРСР від 26 квітня 1951 року). Ніяких додаткових написів (як було прийнято на прапорах радянських автономій) для прапора Абхазії не передбачалися. Ця ситуація закріплена Положенням про Держпрапор АбхАРСР, затверджений 31 березня 1956 року (зміни 28.04.1971 і 3.11.1978).
Лише 3 листопада 1978 року ПВР Абхазької РСР змінив статтю 1 Положення про держпрапор. Під синім квадратом з'явився напис «АПСНЫ АССР». 21 липня 1981 року Указом ПВР Абхазької РСР затверджено нове Положення про держпрапор Абхазії. У Положенні обмовлялися розміри напису: «… золотими буквами в один рядок, рубаним шрифтом заввишки в 1/10 ширину прапора»